# Begonia seychellensis
Begonia seychellensis é uma espécie de Begonia, nativa de Seicheles.